# Ontario Reign (ECHL)
Die Ontario Reign waren eine US-amerikanische Eishockeymannschaft aus Ontario, Kalifornien. Das Team spielte von 2008 bis 2015 in der ECHL, bevor es in die Manchester Monarchs überging.

## Geschichte
Die Texas Wildcatters aus der ECHL wurden im Sommer 2008 nach Ontario, Kalifornien, umgesiedelt, nachdem sie zuvor keine geeignete Spielstätte für die folgende Spielzeit gefunden hatten. Die Mannschaft ging anschließend eine Kooperation mit den Los Angeles Kings aus der National Hockey League ein. Entsprechend der anderen Farmteams der Kings (Manchester Monarchs und Reading Royals) erhielt das Team einen Namen, der mit dem Themenfeld „Adel“ assoziiert wird, und wurde in Ontario Reign umbenannt. In seiner ersten Spielzeit gewann das Team auf Anhieb die Pacific Division, schied in den folgenden Playoffs um den Kelly Cup allerdings bereits in der ersten Runde gegen die Stockton Thunder aus.
Die Ontario Reign befanden sich ebenso wie die Eisbären Berlin und Hamburg Freezers aus der Deutschen Eishockey Liga im Besitz der Anschutz Entertainment Group.
Im Rahmen der Umstrukturierung der American Hockey League zur Saison 2015/16 wurde das Team aufgelöst und tauschte mit den Manchester Monarchs die Plätze. Somit existieren fortan die Ontario Reign in der AHL und die Manchester Monarchs in der ECHL. Beide bleiben dabei Kooperationspartner der LA Kings.

## Saisonstatistik
Abkürzungen: GP = Spiele, W = Siege, L = Niederlagen, T = Unentschieden, OTL = Niederlagen nach Overtime SOL = Niederlagen nach Shootout, Pts = Punkte, GF = Erzielte Tore, GA = Gegentore, PIM = Strafminuten
| Saison  | GP | W  | L  | T | OTL | SOL | Pts | GF  | GA  | Platz       | Playoffs                        |
| 2008/09 | 73 | 38 | 29 | — | 4   | 2   | 82  | 197 | 218 | 1., Pacific | Niederlage in der ersten Runde  |
| 2009/10 | 72 | 31 | 31 | — | 3   | 7   | 72  | 214 | 229 | 4., Pacific | nicht qualifiziert              |
| 2010/11 | 72 | 27 | 39 | — | 2   | 4   | 60  | 195 | 269 | 4., Pacific | nicht qualifiziert              |
| 2011/12 | 72 | 43 | 21 | — | 5   | 3   | 94  | 242 | 193 | 1., Pacific | Niederlage in der ersten Runde  |
| 2012/13 | 72 | 46 | 19 | — | 3   | 4   | 99  | 246 | 192 | 1., Pacific | Niederlage in der zweiten Runde |
| 2013/14 | 71 | 44 | 20 | — | 3   | 4   | 95  | 215 | 191 | 1., Pacific | Niederlage in der ersten Runde  |
| 2014/15 | 72 | 43 | 19 | — | 4   | 6   | 96  | 239 | 184 | 2., Pacific | Niederlage in der dritten Runde |

## Team-Rekorde

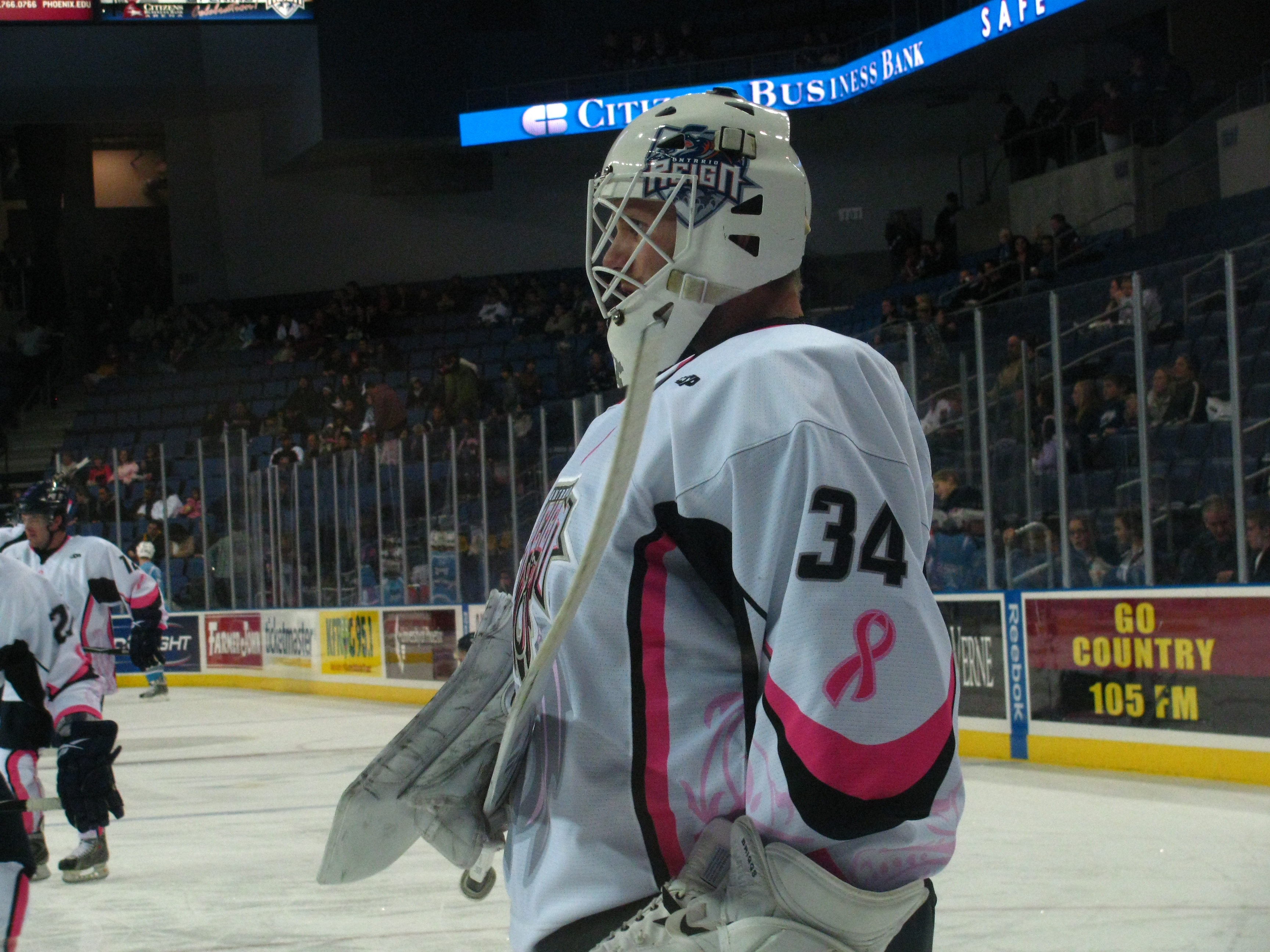
Kellen Briggs im Trikot von Ontario Reign

### Karriererekorde
Spiele: 222  Everett Sheen
Tore: 86  Derek Couture
Assists: 105  Kyle Kraemer
Punkte: 188  Kyle Kraemer
Strafminuten: 610  Derek Couture

## Bekannte Spieler
- Kellen Briggs
- Dylan Wruck
- Jeff Zatkoff